# Alexandra Nikolajewna Strekalowa

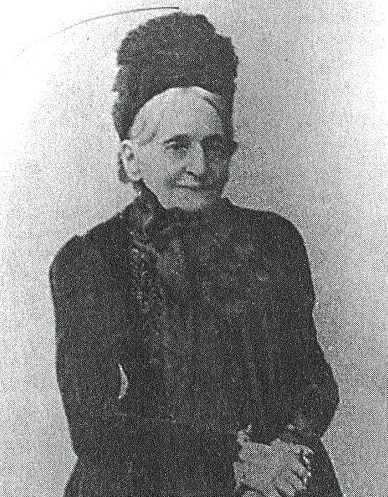
Alexandra Nikolajewna Strekalowa

Alexandra Nikolajewna Strekalowa, geboren Alexandra Nikolajewna Kassatkina-Rostowskaja, (russisch Александра Николаевна Стрекалова, Geburtsname russisch Касаткина-Ростовская; * 1821 in Moskau; † 13. Januarjul. / 26. Januar 1904greg. ebenda) war eine russische Wohltäterin.

## Leben
Alexandra Nikolajewna war die einzige Tochter des Smolensker Gutsbesitzers Fürst Nikolai Alexandrowitsch Kassatkin (1778–1841) und seiner Frau Natalja Petrowna, Tochter des reichen Moskauer Steuerpächters Pjotr Timofejewitsch Borodin. Im Alter von 17 Jahren heiratete sie Stepan Stepanowitsch Strekalow (1813–1893), Sohn des Kasaner Gouverneurs Stepan Stepanowitsch Strekalow. Sie bekamen einen Sohn Stepan (1846–1875) und viele Töchter, von denen Natalja (1839–1866) den Moskauer Gouverneur Andrei Alexandrowitsch Lieven heiratete.
Strekalowa lebte mit ihrem Mann lange in Italien, in der Schweiz und in Paris. Als Freundin Nadeschda Iwanowna Naryschkinas verkehrte sie in Naryschkinas Pariser Salon mit Politikern, Schriftstellern, Wissenschaftlern und Künstlern.
Nach ihrer Rückkehr nach Russland widmete sich Strekalowa wie viele Frauen höheren Standes der Wohltätigkeit. 1861 gründete sie die Gesellschaft zur Verbreitung nützlicher Bücher. Zusammen mit dem Professor der Universität Moskau Michail Nikolajewitsch Kapustin organisierte sie einen Verlag für die Herausgabe kostengünstiger Bücher zur Förderung der Allgemeinbildung. Sie gab eine illustrierte Wochenzeitschrift heraus. Mit ihrer Beteiligung wurde die Kommission für allgemeines Lesen gegründet. Als Mitglied der Moskauer Abteilung der Kaiserlichen Philanthropischen Gesellschaft beschloss sie 1863, eine neue Wohltätigkeitsorganisation zur Unterstützung der arbeitenden Frauen zu gründen, die Gesellschaft zur Förderung der Arbeitsfreude genannt wurde. Zunächst war das Ziel, den Frauen für die Arbeit im Haus Fertigprodukte im Geschäft der Gesellschaft zur Verfügung zu stellen. Später wurden Nähwerkstätten eingerichtet und dazu Schulen für Zuschneiden und Nähen. 1864 initiierte sie eine Bewegung zur Erziehung junger Straftäter.
Während des Russisch-Türkischen Krieges 1877–1878 richtete Strekalowa ein Heim für die Kinder gefallener Soldaten ein. Auch beteiligte sie sich an der Gründung der Alexander-Heimstätte und des Alexei-Heims in Wsechswatskoje (jetzt Teil Moskaus), wo sie Sammlungen für alte und invalide Soldaten durchführte.
1893 gründete Strekalowa die Wohltätigkeitsgesellschaft Moskauer Ameisenhügel, um notleidenden Frauen durch Arbeitsbeschaffung zu helfen. Eine Nähwerkstatt wurde gegründet, deren Kuratorin Nadeschda Petrowna Lamanowa war. Kurz vor ihrem Tode gründete sie die Gesellschaft für Erziehungsheime.
An Strekalowas Trauerfeier nahmen Großfürst Sergei Alexandrowitsch mit Frau und Metropolit Parfeni teil. Strekalowa wurde auf dem Friedhof der Alexander-Heimstätte in Wsechswatskoje begraben.